# Tryon
Tryon é uma empresa esportiva brasileira pertencente ao Grupo Dass (grupo formado pelas marcas esportivas Tryon, Fila e Umbro). A marca atua no setor de calçados e acessórios, que inclui além de tênis, mochilas e meias.
Fundada em 1992, na cidade de Ivoti, no Rio Grande do Sul, a empresa vende, em média, no Brasil, cerca de 1,8 milhões de pares de tênis ao ano, sendo o Nordeste responsável por 17%, o Sudeste por 27% e a região Sul por 39% do total de suas vendas. 
Atualmente, a Tryon está atuante em diversos países como Grécia, Eslováquia, República Tcheca e Emirados Árabes, além de países da América Latina, como Argentina, Bolívia, Chile e Venezuela.
O Grupo Dass é formado por dez unidades produtivas, distribuídas no Rio Grande do Sul, Ceará, São Paulo, Bahia e Santa Catarina. A produção anual do Grupo DASS é de 8,7 milhões de pares de calçados e 2,6 milhões de confecções contando com mais de 9.000 colaboradores. A holding é dona das marcas Tryon, Fila e Umbro.